# 1. Fussballclub Heidenheim 1846 2020-2021
Questa voce raccoglie le informazioni riguardanti il 1. Fussballclub Heidenheim 1846 nelle competizioni ufficiali della stagione 2020-2021.

## Stagione
Nella stagione 2020-2021 l'Heidenheim, allenato da Frank Schmidt, concluse il campionato di 2. Bundesliga all'8º posto. In Coppa di Germania l'Heidenheim fu eliminato al primo turno dal Wehen Wiesbaden.

## Rosa
| N. |                     | Ruolo | Calciatore          |
| -- | ------------------- | ----- | ------------------- |
| 1  | Germania (bandiera) | P     | Kevin Müller        |
| 2  | Germania (bandiera) | D     | Marnon-Thomas Busch |
| 3  | Germania (bandiera) | C     | Jan Schöppner       |
| 4  | Germania (bandiera) | D     | Oliver Steurer      |
| 5  | Germania (bandiera) | D     | Oliver Hüsing       |
| 6  | Germania (bandiera) | D     | Patrick Mainka      |
| 7  | Germania (bandiera) | C     | Marc Schnatterer    |
| 8  | Germania (bandiera) | C     | Andreas Geipl       |
| 9  | Germania (bandiera) | A     | Stefan Schimmer     |
| 10 | Germania (bandiera) | A     | Tim Kleindienst     |
| 11 | Germania (bandiera) | C     | Denis Thomalla      |
| 13 | Germania (bandiera) | A     | Robert Leipertz     |
| 16 | Germania (bandiera) | C     | Kevin Sessa         |
| 17 | Germania (bandiera) | A     | Florian Pick        |

| N. |                                 | Ruolo | Calciatore              |
| -- | ------------------------------- | ----- | ----------------------- |
| 18 | Germania (bandiera)             | D     | Marvin Rittmüller       |
| 19 | Germania (bandiera)             | D     | Jonas Föhrenbach        |
| 20 | Germania (bandiera)             | C     | Dženis Burnić           |
| 21 | Germania (bandiera)             | C     | Maxi Thiel              |
| 22 | Germania (bandiera)             | P     | Vitus Eicher            |
| 24 | Germania (bandiera)             | A     | Christian Kühlwetter    |
| 25 | Germania (bandiera)             | C     | Julian Stark            |
| 27 | Austria (bandiera)              | C     | Konstantin Kerschbaumer |
| 28 | Bosnia ed Erzegovina (bandiera) | C     | Melvin Ramusović        |
| 29 | Germania (bandiera)             | A     | Tobias Mohr             |
| 30 | Germania (bandiera)             | D     | Norman Theuerkauf       |
| 38 | Germania (bandiera)             | A     | Gianni Mollo            |
| 39 | Germania (bandiera)             | P     | Kevin Ibrahim           |
| 40 | Germania (bandiera)             | P     | Diant Ramaj             |

## Organigramma societario
Area tecnica
- Allenatore: Frank Schmidt
- Allenatore in seconda: Dieter Jarosch, Bernhard Raab
- Preparatore dei portieri: Bernd Weng
- Preparatori atletici: Said Lakhal

## Calciomercato

### Sessione estiva
| Acquisti | Acquisti             | Acquisti               | Acquisti |
| R.       | Nome                 | da                     | Modalità |
| -------- | -------------------- | ---------------------- | -------- |
| A        | Christian Kühlwetter | Kaiserslautern         |          |
| A        | Florian Pick         | Kaiserslautern         |          |
| C        | Jan Schöppner        | Verl                   |          |
| C        | Dženis Burnić        | Borussia Dortmund      |          |
| D        | Marvin Rittmüller    | Colonia II             |          |
| C        | Merveille Biankadi   | Eintracht Braunschweig |          |
| D        | Oliver Steurer       | Preußen Münster        |          |
| C        | Andreas Geipl        | Jahn Ratisbona         |          |
| A        | Gianni Mollo         | Heidenheim U19         |          |
| C        | Melvin Ramusović     | Heidenheim U19         |          |
| A        | Patrick Schmidt      | Dinamo Dresda          |          |
| C        | Julian Stark         | Heidenheim U19         |          |

| Cessioni | Cessioni            | Cessioni      | Cessioni |
| R.       | Nome                | a             | Modalità |
| -------- | ------------------- | ------------- | -------- |
| D        | Jonas Brändle       | Sonnenhof G.  |          |
| A        | Tim Kleindienst     | Gent          |          |
| C        | Niklas Dorsch       | Gent          |          |
| D        | Timo Beermann       | Osnabrück     |          |
| C        | Sebastian Griesbeck | Union Berlino |          |
| A        | Andrew Owusu        | Sonnenhof G.  |          |

### Sessione invernale
| Acquisti | Acquisti        | Acquisti | Acquisti |
| R.       | Nome            | da       | Modalità |
| -------- | --------------- | -------- | -------- |
| A        | Tim Kleindienst | Gent     |          |

| Cessioni | Cessioni           | Cessioni       | Cessioni |
| R.       | Nome               | a              | Modalità |
| -------- | ------------------ | -------------- | -------- |
| A        | Patrick Schmidt    | Sandhausen     |          |
| A        | David Otto         | Jahn Ratisbona |          |
| C        | Merveille Biankadi | Monaco 1860    |          |

## Risultati

### 2. Bundesliga

#### Girone di andata
| Arbitro: | Winter |

|                              |           |  |
| Schmidt 17’ (rig.) Sessa 75’ | Marcatori |  |

| Arbitro: | Jablonski |

|                                                         |           |                         |
| Kyereh 26’ Schmidt 34’ (aut.) Wieckhoff 46’ Dittgen 70’ | Marcatori | 78’ Kühlwetter 80’ Mohr |

| Heidenheim an der Brenz 3 ottobre 2020, ore 13:00 CEST 3ª giornata | Heidenheim | 0 – 0 referto | Paderborn | Voith-Arena (2 559 spett.)\| Arbitro: \| Gerach \| |
| Arbitro:                                                           | Gerach     |               |           |                                                    |

| Arbitro: | Brand |

|                            |           |                 |
| Cacutalua 54’ Testroet 79’ | Marcatori | 87’ (rig.) Mohr |

| Arbitro: | Dingert |

|                |           |              |
| Kühlwetter 54’ | Marcatori | 61’ Amenyido |

| Arbitro: | Stegemann |

|              |           |  |
| Sobottka 33’ | Marcatori |  |

| Arbitro: | Kampka |

|                                                           |           |                   |
| Thomalla 41’ Kühlwetter 56’ Leipertz 83’ Kerschbaumer 90’ | Marcatori | 71’ (rig.) Lotrič |

| Arbitro: | Aarnink |

|                                          |           |                            |
| Föhrenbach 45’ (aut.) Mühling 68’ (rig.) | Marcatori | 87’ (rig.), 90’ Kühlwetter |

| Arbitro: | Badstübner |

|                          |           |                         |
| Kühlwetter 27’, 44’, 90’ | Marcatori | 16’ Kittel 24’ Leistner |

| Arbitro: | Siewer |

|  |           |                |
|  | Marcatori | 60’ Theuerkauf |

| Arbitro: | Waschitzki-Günther |

|                |           |  |
| Kühlwetter 20’ | Marcatori |  |

| Heidenheim an der Brenz 15 dicembre 2020, ore 18:30 CET 12ª giornata | Heidenheim | 0 – 0 referto | Jahn Ratisbona | Voith-Arena (0 spett.)\| Arbitro: \| Brych \| |
| Arbitro:                                                             | Brych      |               |                |                                               |

| Arbitro: | Gräfe |

|                                 |           |  |
| Blum 17’ Zoller 33’ Eisfeld 90’ | Marcatori |  |

| Arbitro: | Bacher |

|                         |           |  |
| Thomalla 45’ Mainka 76’ | Marcatori |  |

| Arbitro: | Badstübner |

|                                               |           |  |
| Biada 9’ Röseler 32’ Rossipal 59’ Behrens 82’ | Marcatori |  |

| Arbitro: | Hartmann |

|                                        |           |  |
| Kühlwetter 49’ Mainka 59’ Thomalla 83’ | Marcatori |  |

| Arbitro: | Alt |

|            |           |                |
| Bormuth 6’ | Marcatori | 60’ Kühlwetter |

#### Girone di ritorno
| Arbitro: | Siewer |

|         |           |  |
| Bär 34’ | Marcatori |  |

| Arbitro: | Winter |

|                                     |           |                                                  |
| Kleindienst 15’, 77’ Kühlwetter 48’ | Marcatori | 3’ Burgstaller 30’ Kyereh 72’ Becker 87’ Zalazar |

| Arbitro: | Winkmann |

|                        |           |                                |
| Srbeny 45’ (rig.), 90’ | Marcatori | 13’ Kleindienst 77’ Kühlwetter |

| Arbitro: | Koslowski |

|                           |           |  |
| Mainka 4’ Kleindienst 90’ | Marcatori |  |

| Arbitro: | Kampka |

|            |           |                            |
| Santos 88’ | Marcatori | 42’ Kleindienst 50’ Hüsing |

| Arbitro: | Heft |

|                                |           |                           |
| Sessa 20’ Kleindienst 72’, 83’ | Marcatori | 63’ Sobottka 76’ Peterson |

| Arbitro: | Aytekin |

|            |           |                                   |
| Kopacz 67’ | Marcatori | 47’ Thomalla 64’ (aut.) Strohdiek |

| Arbitro: | Bacher |

|                 |           |  |
| Kleindienst 17’ | Marcatori |  |

| Arbitro: | Günsch |

|                  |           |  |
| Leibold 15’, 50’ | Marcatori |  |

| Arbitro: | Storks |

|  |           |           |
|  | Marcatori | 90’ Bauer |

| Arbitro: | Koslowski |

|             |           |                                     |
| Muslija 51’ | Marcatori | 43’ Busch 75’ Leipertz 79’ Schimmer |

| Arbitro: | Sather |

|  |           |                                                |
|  | Marcatori | 11’ Thomalla 36’ Mainka 80’ (rig.) Kleindienst |

| Arbitro: | Aytekin |

|  |           |                         |
|  | Marcatori | 33’ Tesche 82’ Bockhorn |

| Arbitro: | Stegemann |

|                                  |           |                        |
| Geis 2’ Nürnberger 26’ Krauß 54’ | Marcatori | 19’ (rig.) Kleindienst |

| Arbitro: | Jöllenbeck |

|                            |           |                |
| Mainka 59’ Kleindienst 81’ | Marcatori | 43’ Keita-Ruel |

| Arbitro: | Hanslbauer |

|                                    |           |            |
| Rapp 18’ Dursun 40’, 54’, 59’, 83’ | Marcatori | 12’ Hüsing |

| Arbitro: | Heft |

|              |           |                       |
| Schimmer 80’ | Marcatori | 39’ Bormuth 56’ Gueye |

### Coppa di Germania
| Arbitro: | Brand |

|           |           |  |
| Tietz 61’ | Marcatori |  |

## Statistiche

### Statistiche di squadra
| Competizione      | Punti | In casa | In casa | In casa | In casa | In casa | In casa | In trasferta | In trasferta | In trasferta | In trasferta | In trasferta | In trasferta | Totale | Totale | Totale | Totale | Totale | Totale | DR |
| Competizione      | Punti | G       | V       | N       | P       | Gf      | Gs      | G            | V            | N            | P            | Gf           | Gs           | G      | V      | N      | P      | Gf     | Gs     | DR |
| ----------------- | ----- | ------- | ------- | ------- | ------- | ------- | ------- | ------------ | ------------ | ------------ | ------------ | ------------ | ------------ | ------ | ------ | ------ | ------ | ------ | ------ | -- |
| 2. Bundesliga     | 51    | 17      | 10      | 3       | 4       | 28      | 16      | 17           | 5            | 3            | 9            | 21           | 33           | 34     | 15     | 6      | 13     | 49     | 49     | 0  |
| Coppa di Germania | -     | 0       | 0       | 0       | 0       | 0       | 0       | 1            | 0            | 0            | 1            | 0            | 1            | 1      | 0      | 0      | 1      | 0      | 1      | -1 |
| Totale            | 51    | 17      | 10      | 3       | 4       | 28      | 16      | 18           | 5            | 3            | 10           | 21           | 34           | 35     | 15     | 6      | 14     | 49     | 50     | -1 |

### Andamento in campionato
| Giornata  | 1 | 2 | 3  | 4  | 5  | 6  | 7  | 8  | 9 | 10 | 11 | 12 | 13 | 14 | 15 | 16 | 17 | 18 | 19 | 20 | 21 | 22 | 23 | 24 | 25 | 26 | 27 | 28 | 29 | 30 | 31 | 32 | 33 | 34 |
| --------- | - | - | -- | -- | -- | -- | -- | -- | - | -- | -- | -- | -- | -- | -- | -- | -- | -- | -- | -- | -- | -- | -- | -- | -- | -- | -- | -- | -- | -- | -- | -- | -- | -- |
| Luogo     | C | T | C  | T  | C  | T  | C  | T  | C | T  | C  | C  | T  | C  | T  | C  | T  | T  | C  | T  | C  | T  | C  | T  | C  | T  | C  | T  | T  | C  | T  | C  | T  | C  |
| Risultato | V | P | N  | P  | N  | P  | V  | N  | V | V  | V  | N  | P  | V  | P  | V  | N  | P  | P  | N  | V  | V  | V  | V  | V  | P  | P  | V  | V  | P  | P  | V  | P  | P  |
| Posizione | 2 | 9 | 10 | 12 | 13 | 16 | 11 | 12 | 9 | 7  | 6  | 7  | 8  | 7  | 10 | 7  | 8  | 10 | 10 | 10 | 8  | 8  | 6  | 6  | 5  | 6  | 7  | 6  | 6  | 6  | 6  | 6  | 6  | 8  |

Legenda:

Luogo: C = Casa; T = Trasferta. Risultato: V = Vittoria; N = Pareggio; P = Sconfitta.

### Statistiche dei giocatori
| Giocatore       | 2. Bundesliga | 2. Bundesliga | 2. Bundesliga | 2. Bundesliga | Coppa di Germania | Coppa di Germania | Coppa di Germania | Coppa di Germania | Totale   | Totale | Totale      | Totale     |
| Giocatore       | Presenze      | Reti          | Ammonizioni   | Espulsioni    | Presenze          | Reti              | Ammonizioni       | Espulsioni        | Presenze | Reti   | Ammonizioni | Espulsioni |
| --------------- | ------------- | ------------- | ------------- | ------------- | ----------------- | ----------------- | ----------------- | ----------------- | -------- | ------ | ----------- | ---------- |
| M. Biankadi     | 0             | 0             | 0             | 0             | 1                 | 0                 | 0                 | 0                 | 1        | 0      | 0           | 0          |
| D. Burnić       | 12            | 0             | 5             | 0             | 0                 | 0                 | 0                 | 0                 | 12       | 0      | 5           | 0          |
| M. Busch        | 30            | 1             | 3             | 0             | 1                 | 0                 | 0                 | 0                 | 31       | 1      | 3           | 0          |
| V. Eicher       | 1             | 0             | 0             | 0             | 1                 | 0                 | 0                 | 0                 | 2        | 0      | 0           | 0          |
| J. Föhrenbach   | 23            | 0             | 0             | 0             | 1                 | 0                 | 0                 | 0                 | 24       | 0      | 0           | 0          |
| A. Geipl        | 24            | 0             | 6             | 0             | 0                 | 0                 | 0                 | 0                 | 24       | 0      | 6           | 0          |
| O. Hüsing       | 26            | 2             | 8             | 0             | 0                 | 0                 | 0                 | 0                 | 26       | 2      | 8           | 0          |
| K. Ibrahim      | 0             | 0             | 0             | 0             | 0                 | 0                 | 0                 | 0                 | 0        | 0      | 0           | 0          |
| K. Kerschbaumer | 18            | 1             | 2             | 0             | 1                 | 0                 | 0                 | 0                 | 19       | 1      | 2           | 0          |
| T. Kleindienst  | 15            | 11            | 4             | 0             | 0                 | 0                 | 0                 | 0                 | 15       | 11     | 4           | 0          |
| C. Kühlwetter   | 33            | 13            | 5             | 0             | 0                 | 0                 | 0                 | 0                 | 33       | 13     | 5           | 0          |
| R. Leipertz     | 23            | 2             | 1             | 0             | 1                 | 0                 | 0                 | 0                 | 24       | 2      | 1           | 0          |
| P. Mainka       | 33            | 5             | 5             | 0             | 1                 | 0                 | 0                 | 0                 | 34       | 5      | 5           | 0          |
| T. Mohr         | 26            | 2             | 1             | 0             | 1                 | 0                 | 0                 | 0                 | 27       | 2      | 1           | 0          |
| G. Mollo        | 0             | 0             | 0             | 0             | 0                 | 0                 | 0                 | 0                 | 0        | 0      | 0           | 0          |
| K. Müller       | 33            | 0             | 1             | 0             | 0                 | 0                 | 0                 | 0                 | 33       | 0      | 1           | 0          |
| D. Otto         | 5             | 0             | 1             | 0             | 0                 | 0                 | 0                 | 0                 | 5        | 0      | 1           | 0          |
| F. Pick         | 28            | 0             | 1             | 0             | 1                 | 0                 | 0                 | 0                 | 29       | 0      | 1           | 0          |
| D. Ramaj        | 0             | 0             | 0             | 0             | 0                 | 0                 | 0                 | 0                 | 0        | 0      | 0           | 0          |
| M. Ramusović    | 0             | 0             | 0             | 0             | 0                 | 0                 | 0                 | 0                 | 0        | 0      | 0           | 0          |
| M. Rittmüller   | 12            | 0             | 0             | 0             | 0                 | 0                 | 0                 | 0                 | 12       | 0      | 0           | 0          |
| S. Schimmer     | 29            | 2             | 1             | 1             | 1                 | 0                 | 0                 | 0                 | 30       | 2      | 1           | 1          |
| P. Schmidt      | 8             | 1             | 0             | 0             | 1                 | 0                 | 0                 | 0                 | 9        | 1      | 0           | 0          |
| M. Schnatterer  | 28            | 0             | 2             | 0             | 1                 | 0                 | 0                 | 0                 | 29       | 0      | 2           | 0          |
| J. Schöppner    | 22            | 0             | 2             | 0             | 1                 | 0                 | 0                 | 0                 | 23       | 0      | 2           | 0          |
| K. Sessa        | 30            | 2             | 0             | 1             | 0                 | 0                 | 0                 | 0                 | 30       | 2      | 0           | 1          |
| J. Stark        | 2             | 0             | 0             | 0             | 0                 | 0                 | 0                 | 0                 | 2        | 0      | 0           | 0          |
| O. Steurer      | 10            | 0             | 0             | 0             | 1                 | 0                 | 0                 | 0                 | 11       | 0      | 0           | 0          |
| N. Theuerkauf   | 24            | 1             | 5             | 0             | 1                 | 0                 | 0                 | 0                 | 25       | 1      | 5           | 0          |
| M. Thiel        | 5             | 0             | 0             | 0             | 0                 | 0                 | 0                 | 0                 | 5        | 0      | 0           | 0          |
| D. Thomalla     | 30            | 5             | 2             | 0             | 1                 | 0                 | 0                 | 0                 | 31       | 5      | 2           | 0          |